# Ararat
Árarat (turško Ağrı dağı, armensko Արարատ, farsi آرارات, hebrejsko אררט), je s 5.165 m najvišji vrh v Turčiji. Nedejavni ognjeniški stožec, pokrit z večnim snegom, leži v skrajnem severovzhodnem delu Turčije, 16 km zahodno od iranske in 32 km južno od armenske meje. Manjši, 3.896 m visok stožec, imenovan Mali Ararat, leži jugovzhodno od glavnega vrha. Med obema ognjeniškima stožcema se razprostira planota lave. Tehnično je Ararat stratovulkan, sestavljen iz plasti tekoče lave in ognjeniškega pepela, ki so se nalagale ob zaporednih izbruhih.
Razmeroma razširjeno je zmotno mnenje, da Geneza opisuje Ararat kot kraj, kjer je Noetova barka pristala po vesoljnem potopu. Zanimanje se je povečalo v poznih 1950., ko so letalske fotografije območja Ararata pokazale zemeljske oblike, podobne ladji. Kasnejše odprave so ugotovile, da gre za plazove plasti lave.
Za Armence je to sveta gora, nekako tako ali pa še bolj kot za Slovence Triglav in nikoli niso preboleli njegove izgube, saj njen obris še danes najdemo v državnem grbu. Ime gore v večini jezikov z izjemo regionalnih izhaja ravno iz armenskega imena, to pa naj bi izhajalo iz imena starodavnega armenskega kraljestva Urartu.

## Ime in etimologija
- Ararat - Svetopisemsko ime Ararat (hebrejščina: אֲרָרָט) izhaja iz starodavnega kraljestva Urartu[5]

- Masis (armensko: Մասիս [maˈsis]) - je armensko ime za vrh Ararat; množina Masik'  (armensko: Մասիք [maˈsikʰ])) se lahko nanaša na oba vrhova. Iz Zgodovine Armenije izhaja ime za kralja Amasya, pravnuka armenskega patriarha Hayka, ki je dejal, da so goro klicali Masis po njem. [6]

- turško: Agri Dağı [ɑːrɯ dɑːɯ] (gora Ağrı) - V otomanski turščini je bilo Aghur Dagh (اغـر طﺎﻍ) kar pomeni "težka gora". Ağrı je tudi pokrajina v vzhodni Anatoliji, regiji Turčije, od koder izvira ime za goro od leta 1949. [7] V času Otomanskega imperija je se je naselje Ağrı prvotno imenovalo Karakilise (črna cerkev). [8]

- kurdsko: Çiyayê Agirî [t͡ʃɪjaːje aːgɪ'riː] (Ognjena gora), Çiyayê Alavhat [t͡ʃɪjaːˈje aːlaːvˈhaːt] in Grîdax [griːˈdaːx] - Ta imena se vsa nanašajo na vulkansko naravo gore Ararat. To je edino ime, ki ima jasno, opisno etimologijo, hkrati pa kaže na ohranjanje ljudskega spomina.

- perzijsko: Kuh-e-Nuh (Noetova gora): (perzijščina: کوه نوح, IPA: [ˈkuːhe ˈnuːh], Kuh-e Nuh), z zgodbo vesoljnega potopa, tokrat preko Islamskega pogleda na Noeta.

## Geografija
Gora Ararat se nahaja v vzhodni Anatoliji, regiji Turčije, med Doğubeyazıtom in Igdirjem, v bližini meje z Iranom, Armenijo in Nahičevanom, eksklavo Azerbajdžana, med rekama Aras in Murat.  Njen vrh se nahaja približno 16 km zahodno od meje med Turčijo in Iranom in 32 km južno od turško-armenske meje. Araratov greben poteka od severozahoda proti zahodu.

### Nadmorska višina
Nadmorska višina 5.165 metrov je za goro Ararat je še vedno določena s strani nekaterih organov. Vendar pa številni drugi viri, kot so javno dostopni in preverljivi podatki SRTM (Shuttle Radar Topography Mission) in merjenja z GPS 2007 kažejo, da je alternativna višina 5.137 m  verjetno bolj točna in da je lahko prava višina celo nižja zaradi debele plasti ledu, ki trajno pokriva vrh gore. 5137 m je podprta tudi s številnimi topografskimi kartami. 

### Vrh z ledenim pokrovom
Gora Ararat ima na vrhu leden pokrov. Ta se vsaj od okoli leta 1957 krči. V poznih 1950-ih je Blumenthal ugotovil, da je obstajalo 11 izstopnih ledenikov, ki so se pojavljali od snežnega vrha navzdol in ki so pokrivali približno 10 km². V tistem času so segali do nadmorske višine 3.900 metrov  na-sever obrnjenih pobočjih in do 4.200 metrov na južnih pobočjih. Z obstoječimi zračnimi posnetki in podatki daljinskega zaznavanja, so Sarikaya in drugi študirali obseg ledenega pokrova na gori Ararat med letoma 1976 in 2011. Ugotovili so, da se je ta ledena kapa skrčila na 8,0 km² leta 1976 in na 5,7 km² po letu 2011. Izračunali so, da je med letoma 1976 in 2011 vrh gore Ararat izgubil 29% svoje celotne ledene površine. Ta stopnja je v skladu s splošnimi stopnjami umikanja drugih ledenikov turških ledenikov, ki so bili dokumentirani v drugih študijah. 
Blumenthal ocenjuje se, da je bila snežna meja nižje kot 3.000 metrov nadmorske višine med poznim pleistocenom. Taka snežna masa bi ustvarila ledeno kapo obsega istih, kar je  blizu ledeniških jezikov iz leta 1958. Blumenthal je pojasnil odsotnost moren s pomanjkanjem omejitvenih grebenov za nadzor nad ledeniki, nezadostno umazanijo obremenitve v ledu, ki tvori morene in njihovo zasipavanje s kasnejšimi izbruhi. Leta kasneje je Birman opazil na južnih pobočjih morebitno moreno, ki je segala najmanj 300 metrov v višino pod vznožjem ledu iz leta 1958, na nadmorski višini 4.200 metrov. Ugotovil je tudi dva morenska nasipa, ki sta bila ustvarjena z dolinskim ledenikom iz pleistocena, morda dobe Wisconsin (zadnji glacialni maksimum), dol po dolini od jezera Balik Golu. Višja morena leži na nadmorski višini okoli 2.200 metrov, spodnja morena leži na nadmorski višini okoli 1.800 metrov. Spodnja morena se pojavi približno 15 kilometrov dolvodno od jezera Balik Golu. Obe moreni sta približno 30 metrov visoki. To je sum, da je jezero Balik Golu zavzel ledeniško kotlino. 

## Geologija
Gora Ararat je stratovulkan. Pokriva območje 1.100 km2 in je največja vulkanska zgradba v regiji. Vzdolž njene severozahod-jugovzhod osi, je približno 45 km dolg in je približno 30 km  dolgo vzdolž svoje krajše osi. Sestavljen je iz okoli 1150 km3 za dacita in riolitnih piroklastičnih naplavin in dacitne, riolitne in bazaltne lave.
Ararat je sestavljen iz dveh ločenih vulkanski stožcev, večjega Ararata in manjšega Malega Ararata. Zahodni vulkanski stožec, večji Ararat, je strm, večji in višji od vzhodnega vulkanskega stožca. Večji Ararat je približno 25 km širok na dnu in se dviga okoli 3 km  nad okoliške kotline Igdir in Doğubeyazıt. Vzhodni vulkanski stožec, Mali Ararat, je 3.896 metrov  visok in obsega 15 kilometrov. Ta vulkanska stožca, ki ležita 13 kilometrov narazen, sta ločena s široko razpoko v smeri sever-jug. Ta razpoka je površinski izraz za ekstenzijsko razpoko. Številni parazitski stožci in lavine kupole so zgrajeni ob boku izbruhov vzdolž te razpoke in na bokih obeh glavnih vulkanskih stožcev.
Ararat leži v kompleksni raztezni kotlini, ki je prvotno bila enotna, nepretrgana depresija. Z rastjo Ararata se je ta depresija razdelila v dve manjši kotlini, Igdir in Doğubeyazıt. Ta raztezna kotlina je posledica strižnega gibanja vzdolž dveh segmentnov razpok,  Doğubeyazıt-Gürbulak in Iğdır kotline. Napetosti med temi razpokami, ki se oblikuje ne samo z raztezanjem kotline, ampak zaradi ustvarjenega sistema razpok, ki kaže vzorec preslice, ki nadzoruje položaj glavnih centrov vulkanskih izbruhov Ararata in s tem povezano linearen pas parazitskih vulkanskih stožcevi. Sistem strižnih razpok, v katerem se nahaja Ararat je rezultat konvergence sever-jug in tektonske kompresije med Arabsko ploščo in Lavrazijo, ter nadaljevanja premikanja po zapiranju oceana Tetis med eocensko epoho vzdolž šiva Bitlis-Zagros. 

### Geološka zgodovina
V zgodnjem eocenu in v začetku miocena je trk Arabske plošče z Lavrazijo zaprl in odpravil morje Tetis iz območja današnje Anatolije. Zaprtje teh množic kontinentalne skorje in propad oceanske kotline v srednjem eocenu, je rezultiralo v progresivno prenizek ostanek morja do konca zgodnjega obdobja miocena. Post-kolizijska tektonska konvergenca v trčenju območja je povzročila popolno odpravo preostalih morij iz vzhodne Anatolije, na koncu zgodnjega miocena, stanjšanje skorje in zadebelitve čez kolizijski pas in dvig vzhodne anatolsko-iranske planote. Ta dvig so spremljale obsežne deformacije, kar je privedlo do nastanka številnih lokalnih kotlin. Kompresijska deformacija sever-jug deluje še danes, kot je razvidno iz stalnega pokanja, vulkanizma in seizmičnosti. 
Znotraj Anatolije se je regionalni vulkanizem začel v srednje-poznem miocenu. V poznem miocen-pliocenskem obdobju se je razširil in prekril celotno vzhod anatolsko-iransko planoto z debelimi sloji vulkanskih kamnin. Ta vulkanska aktivnost je neprekinjena do zgodovinskih časov. Očitno je dosegla vrhunec v zadnjem miocen-pliocenu, 6 do 3 milijone let pred sedanjostjo. V kvartarju je postal vulkanizem omejen na nekaj lokalnih vulkanov, kot je Ararat. Ti vulkani so običajno povezani okrog napetostnega zloma sever-jug, ki tvori stalne deformacije v Anatoliji.
V svoji podrobnih študijah in povzetkih vulkanizma Anatolije v kvartarju, Yilmaz in drugi ugotavljajo štiri faze izgradnje Ararata iz vulkanskih kamnin, ki so izpostavljene v ledeniških dolinah, globoko vklesanih v pobočja. Najprej so pripoznali razpoklinsko fazo izbruha Plinijsko-subPlinijski razpoklinski izbruh, ki je deponiral več kot 700 metrov piroklastičnega skalovja in nekaj bazaltnih lavnih tokov. Te vulkanske kamnine so izbruhnile iz približno sever severozahod-jug jugovzhod raztezne razpoke in razpok pred nastankom gore Ararat. Drugič, faza cone izgradnje se je začela, ko je vulkanska aktivnost postala lokalizirana na točke vzdolž razpoke. V tej fazi je sledil izbruh zaporednih tokov lave do 150 metrov debele in piroklastične tokove andezitne in dacitne sestave in naslednji izbruh tokov bazaltne lave, ki je formiral Araratov stožec v nizko stožčastem profilu. Tretjič, v klimatski fazi so izbruhnili obilni tokovi andezitne in bazaltne lave. V tej fazi so nastali sedanji stožci večjega in manjšega Ararata, ko so se zgodile erupcije vzdolž subsidiarnih razpok in razpok na pobočjih. Končno, so vulkanski izbruhi na gori Ararat prešli v fazo bočnih izbruhov, v kateri so glavno razpoko sever-jug nadomestila dva stožca razvita skupaj s številnimi odvisnimi razpokami in razpokami v bokih vulkana. Vzdolž teh razpok so nastali številni parazitski stožci in kupole nastali iz manjših izbruhov. En podrejen stožec je izbruhnil obsežen bazaltni in andezitni tok lave. Ta je tekla čez ravnino Doğubeyazıt in vzdolž južneje tekoče reke Sarısu. Ta lavin tok je oblikoval črne  'a'ā in pāhoehoe lavne tokove, ki vsebujejo dobro ohranjene cevi. Radiometrično datiranje teh lavnih tokov je pokazalo starost 0,4, 0,48 in 0,81 Ma.  Na splošno je radiometrična starost pridobljena iz vulkanskih kamnin izbruhov Ararata v razponu od 1,5 do 0,02 Ma.

### Nedavna vulkanska in potresna aktivnost
Kronologija holocenske vulkanske aktivnosti, povezane z Araratom, je slabo dokumentirana. Vendar bodisi arheološka izkopavanja, ustna zgodovina, zgodovinski zapisi, ali kombinacijo teh podatkov zagotavlja trdne dokaze, da je do vulkanskega izbruha Ararata prišlo 2500-2400 pred našim štetjem, 550 pred našim štetjem, verjetno 1450 in 1783 n. št. in vsekakor leta 1840. Arheološki dokazi kažejo, da so eksplozivni izbruhi in piroklastični tokovi iz severozahodnega boka Ararata uničili in zažgali naselbino kulture Koura-Arax in povzročili številne smrtne žrtve v 2500-2400 pred našim štetjem. Ustna zgodovina je pokazala, da je velik izbruh z negotovo magitudo nastal leta 550 pred našim štetjem in manjši izbruhi negotove narave tudi leta 1450 in 1783 n. št.. Zgodovinski zapisi in ustna zgodovina dokumentira eksplozivni izbruh in piroklastični tok iz radialne razpoke na zgornji strani severnega pobočja Ararata in morda povezan potres magnitude 7,4, ki je povzročil veliko škodo in številne žrtve leta 1840. Do 10.000 ljudi v regiji Ararart je umrlo v potresu, vključno s 1900 vaščani iz vasi Akory, ki sta jih pobila ogromen plaz in kasnejši drobirski tok. Poleg tega je ta kombinacija plazov in drobirskega toka uničila mesto Aralik, več vasi in ruske vojaške barake. Prav tako so začasno zajezili reko Sevjour.   V skladu z razlago zgodovinskih in arheoloških podatkov je prišlo tudi so močnih potresov, ki pa niso bili povezani z vulkanskimi izbruhi na območju Ararata, leta 139, 368, 851-893 in 1319. Med  potresom leta 139 je velik zemeljski plaz povzročil veliko žrtev in je bil podoben tistemu iz leta 1840, ki je izviral iz vrha gore Ararat. 

## Vzponi

### Prvi zabeležen vzpon v sodobnem času
Dr. Friedrich Parrot, s pomočjo Khachatur Aboviana, je bil prvi raziskovalec v modernih časih, ki je dosegel vrh gore Ararat, in to v času ruske vladavine leta 1829. Abovian in Parrot sta prečkala reko Aras in prišla do armenske vasice Agori, ki se nahaja na severnem pobočju Ararata 1.200 m nadmorske višine. Po nasvetu Harutiun Alamdariana  iz Tbilisija, so postavili bazni tabor pri samostanu svetega Jakoba okoli 730 m višje, na nadmorski višini 1.943 m. Abovian je bil eden od zadnjih popotnikov na obisku v Agori in samostanu pred katastrofalnim potresom v maju 1840, ki je popolnoma zakopal vas. Njihov prvi poskus splezati na goro po severovzhodnem pobočju je propadel kot posledica pomanjkanja toplih oblačil.
Šest dni kasneje, po nasvetu Stepana Khojiantsa, vaškega vodje Agori, so vzpon poskušali s severozahodne strani. Potem ko so dosegli višino 4885 m, so se obrnili nazaj, ker niso dosegli vrha pred sončnim zahodom. Vrh so dosegli v svojem tretjem poskusu ob 3:15 uri 9. oktobra 1829. Abovian je izkopal luknjo v ledu in postavil lesen križ, obrnjen proti severu. Abovian je tudi pobral kos ledu z vrha in ga prinesel dol v steklenici kot blagoslovljeno vodo. 8. novembra sta se Parrot in Abovian povzpela na Mali Ararat. Navdušen nad Abovianovo željo za znanje, je Parrot uredil rusko državno štipendijo za njegov študij na univerzi v Dorpatu leta 1830. Leta 1845 se je nemški mineralog Otto Wilhelm Hermann von Abich povzpel na Ararat z Abovianom. Tretji in zadnji vzpon Aboviana na Ararat je bil z Angležem Henryjem Danbyjem Seymourjem leta 1846.

### Plezalne poti, dovoljenja in vodniki
Vzpon je dolg, vendar pa je za plezalce, ki so seznanjeni z uporabo cepina in derez, dokaj enostavna pot z juga v poznem poletju. Najpogosteje se dostopa z južne strani iz Iğdıra. Makadamska cesta pripelje do višine 2.200 m, od koder se nadaljuje peš. Kurdski nomadi, ki žive na obronkih gore pomagajo pri prenosu tovorov, lahko pa tudi ljudi na konjih in oslih do višine 4.200 m. Prvi bazni tabor je na višini 3.200 m. Pot do njega je nenaporna in široka, od tu dalje pa se nagib terena hitro povečuje, z njim pa tudi pomanjkanje vegetacije. Na višini okoli 3.800 m je zimski bazni tabor. Najvišja točka do katere konji in osli prenašajo opremo je majhen plato na 4.200 m, na katerem se poleti drugi bazni tabor, od koder se povzpne na vrh.
Sneg pokriva vrh vse leto zadnjih 400 višinskih metrov. Ledenik se začne okoli 4.800 m visoko.
Turška vlada zahteva dovoljenje za pristop in uporabo registriranega turškega vodnika. Dovoljenje lahko traja dva meseca.

## Politične meje
Ararat tvori skoraj četveromejnik med Turčijo, Armenijo, Azerbajdžanom in Iranom. Njegov vrh se nahaja približno 16 km  zahodno od obeh, iranske meje in meje azerbajdžanske eksklave Nakhchivan in 32 km južno od armenske meje.
Turško-armensko-azerbajdžanski in turško-iransko-azerbajdžanski tromejnik so dejansko 8 km narazen, ločeni z ozkim trakom turškega ozemlja, ki vsebuje cesto E99, ki vstopi v Nakhchivan na 39°39′19″N 44°48′12″E / 39.6553°N 44.8034°E
Mednarodne meje, kot je opisano, so v veljavi od leta 1991 in neodvisnosti Azerbajdžana in Armenije. Vendar pa imajo daljšo zgodovino, ki je bila izdelana leta 1923, po spopadih prve svetovne vojne in razpadu Otomanskega cesarstva, ki je prizadela regijo, zlasti armensko-azerbajdžanska vojna leta 1918 do 1920 in ustanovitev Republike Turčije v Pogodbi iz Lausanne iz leta 1923, ki ureja delitev Otomanskega cesarstva.
Od leta 1923 do leta 1991, je bila meja med Armenijo in Azerbajdžanom notranja meja znotraj Sovjetske zveze, med armensko RVS in Nakhichevan SSR, s tromejo med Turčijo, Iran in Sovjetsko zvezo od leta 1923 do leta 1991, ki ustreza trenutni turško-iransko -azerbajdžanski tromeji. Pred prvo svetovno vojno je bilo območje razdeljeno med Ruski imperij, Osmansko cesarstvo in perzijski imperij.
Ararat (Ağrı Dağı) je bil uradno odprt za turizem šele leta 1998, ko je začela Turška planinska zveza izdajati dovoljenja za vzpon do vrha.  Od leta 2004 je Ararat je del Narodnega parka Mount Ararat. .

## Pomen v Armenskem nacionalizmu
V armenski mitologiji je Ararat dom bogov, v sodobnem času pa je Ararat simbol armenske nacionalne identitete. Ararat dominira nad obzorjem glavnega mesta Armenije, Erevana. Ararat je kot nacionalni simbol Republike Armenije v grbu. Ta grb je iz časov Armenske SSR, ki kaže Ararat skupaj s sovjetskim srpom in kladivom ter rdečo zvezdo v ozadju. Ko je razpadla Sovjetska zveza, je nastala nekoliko spremenjena različica grba Demokratične republike Armenije. 
Iz leta 2002 je film Ararat, armensko-kanadskega režiserja Atoma Egoyana, ki kaže vidno vlogo Ararata in njegove simbolike.
Ararat je bil upodobljen na raznih armenskih dram bankovcih, izdanih med letoma 1993-2001 in na hrbtni strani bankovca za turških 100 lir med letoma 1972-1986.